# Adi Rocha Sobrinho
Adi Rocha Sobrinho Filho (Riachão, 15 de dezembro de 1985), mais conhecido no Brasil por Adi, Décio Rocha ou por Sobrinho (na Áustria), é um ex-futebolista brasileiro que atuou como atacante.

## Títulos
Steaua București
- Campeonato Romeno de Futebol: 2012–13

Gamba Osaka
- J2 League: 2013

Žalgiris Vilnius
- Campeonato Lituano de Futebol: 2014